# Magogo kaDinuzulu
La princesa Constance Magogo Sibilile Mantithi Ngangezinye kaDinuzulu (1900-1984) fue una princesa zulú y artista musical, madre del príncipe Mangosuthu Buthelezi, líder del Inkatha Freedom Party, y hermana del rey zulú Solomon kaDinuzulu.

## Biografía
La princesa Magogo nació en 1900, hija del rey zulú Dinuzulu kaCetshwayo (1868-1913) y de la reina Silomo. Fue educada por su madre y sus comadres, y dormía en sus casas. Allí aprendió a tocar instrumentos tradicionales.
En 1926 se casó con Inkosi Mathole Buthelezi. La princesa Magogo componía música clásica zulú y tocaba el isigubhu (un arco de cuerda y un instrumento de calabaza) y el isithontolo (un instrumento musical parecido a un arco que tiene una cuerda atada hasta la mitad del arco) y también era cantante. Continuó con su música después de casarse con Inkosi Mathole Buthelezi, contribuyendo a la música tradicional. Era miembro de la Iglesia Adventista del Séptimo Día.
Como imbongi (cantante de alabanzas) trascendió los límites de este papel, tradicionalmente reservado a los hombres, para lamentarse de su matrimonio y de la vida del pueblo zulú en particular. Su carrera cobró impulso en 1939 con la grabación de algunas de sus actuaciones por Hugh Tracey. En sus apariciones públicas, la Princesa volvió a romper las costumbres, manteniendo su dedicación a la música. En la década de 1950, su música fue ampliamente grabada y reproducida por la South African Broadcasting Corporation (SABC), David Rycroft y la Radio de Alemania Occidental. Estas grabaciones proporcionaron a Magogo una audiencia y un reconocimiento internacionales. Su obra se basaba en gran medida en canciones y cuentos populares zulúes, y los amplió a música acompañada por el ugubhu.

## Muerte y legado
Murió en Durban en 1984. En diciembre de 2003 fue condecorada a título póstumo con la Orden Nacional Sudafricana de Ikhamanga de Oro por su composición y su contribución a la preservación y el desarrollo de la música tradicional en Sudáfrica.
En 2002 se representó una ópera, Princess Magogo, basada en su vida. Fue representada por Opera Africa durante tres noches en Durban en mayo de 2002. Mzilikazi Khumalo compuso la música y el libretista fue Themba Msimang. Sibongile Khumalo interpretó el papel principal.